# LiveStation

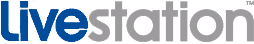
Logo de la empresa

Livestation es una plataforma para la distribución de televisión en vivo y programas de radio sobre una red de datos. Se ha desarrollado por Skinkers Ltd y ahora es una nueva empresa llamada Livestation Ltd. El servicio se basa originalmente en la tecnología peer-to-peer tecnología adquirida de Microsoft Research.

## Descripción
Livestation ofrece canales internacionales de noticias en línea y las ofrece en varias maneras:
- Gratis: Un número de canales se pueden ver de forma gratuita en el sitio web de Livestation o en su reproductor de escritorio, una aplicación de video de descarga gratuita que presenta todos los canales a través de una interfaz gráfica.
- Servicio Premium: Algunos de los canales libres también están disponibles en una base de suscripción, tanto en alta calidad (800kbps) y una menor (256 kbps) a través de una red de distribución de contenido internacional para una mayor fiabilidad. Algunos canales están disponible únicamente por suscripción.
- Móvil: Livestation ha lanzado BBC World para el iPhone en 16 países europeos y Al Jazeera en inglés a nivel mundial. Las aplicaciones están disponibles en la AppStore iPhone.

Livestation transmite con codificación en formato VC-1. Los controles de reproducción se superponen en la parte superior de la secuencia de vídeo. A diferencia de servicios como Joost , que ofrecen video en los canales de demanda.
Actuales canales de noticias en vivo de TV en la oferta global (que viene con la instalación por defecto) incluyen:
- France24
- Al Arabiya
- Al Jazeera
- Al Jazeera Mubasher
- Bloomberg Television
- C-SPAN
- Deutsche Welle
- Euronews
- Russia Today
- BBC World News
- BBC News
- BBC World Service Radio
- BBC Arabic
- CNBC Arabiya
- Headlines Today
- Sky News Arabia
- ABS-CBN News Channel
- Press TV
- BBC Persian
- Newsy
- NHK World
- RT
- United Nations Television
- Democratic Voice of Burma
- Al Aan TV
- Aaj Tak
- SAMAA TV
- NASA TV
- UNHCR Television
- RFI[1]
- Libya TV
- CNN
- CNBC World
- Sky News International
- Al-Alam News Network
- RTE News Now
- Fox News Channel
- HispanTV
- India TV
- Kanal PIK
- Jewish News One
- News 24
- Raj News
- NDTV 24x7
- Channel NewsAsia
- eNCA
- Al Mayadeen
- Tolo News
- MetroTV
- Tez
- Fox News Talk
- Al Jazeera Mubasher Misr
- WSJ TV
- Lualua TV
- News 24
- Islamic Republic of Iran News Network
- eNCA
- VOA Persian
- UN TV
- UNHCR TV
- NASA TV
- Intelligence²